# Мазово (Тверская область)
Мазово — деревня в Вышневолоцком районе Тверской области. Входит в состав муниципального образования сельское поселение Дятловское.

## География
Деревня находится в 3 км северо-восточней озера Ильмень, в 28 км восточней Вышнего Волочка.

## История
Деревня входила в Вышневолоцкий уезд Тверской губернии.

### XIX век
Согласно «Спискам населённых мест Тверской губернии» (1859 г.), Мазово было владельческой деревней, расположенной по правую сторону Бежецкого тракта, при колодцах. В ней насчитывалось 26 дворов, где проживало 72 мужчины и 105 женщин. Расстояние до уездного центра (Вышний Волочёк) составляло 37 вёрст.
Деревня относилась к приходу Троицкой Живоначальной церкви в погосте Осечно (Осеченская волость). .

### Владельцы
В 1860-х годах деревней владел Пётр Николаевич Милюков, надворный советник. Он также был собственником более крупного имения Поддубье (Поддубская волость). В 1868 году в «Тверских губернских ведомостях» (№ 23, с. 130; № 24, с. 136) было опубликовано объявление о продаже его имения.
К 1873 году Мазово перешло к Константину Филипповичу Юнкеру, о чём свидетельствует аналогичное объявление в той же газете (№ 49, с. 337)..